# Maud Watson
Ne pas confondre avec : Heather Watson, Lillian Watson et Phoebe Watson, également joueuses de tennis.
Pour les articles homonymes, voir Watson.
Maud Watson, née le 9 octobre 1864 à Harrow, Grand Londres et morte le 5 juin 1946 à Charmouth (Dorset, Angleterre), est une joueuse de tennis britannique de la fin du XIXe siècle, la meilleure de son époque avec Blanche Bingley.
Fille d'un vicaire, elle participe à ses premiers tournois de tennis en 1881. Invaincue en compétition, elle s'aligne alors en 1884 à la première édition féminine du tournoi de Wimbledon - treize joueuses étant alors en lice pour le titre. Vêtue de jupons et d'un corset, elle s'impose dans le simple dames contre sa sœur aînée Lillian en finale. Il faut attendre 2002 pour que deux sœurs s'affrontent à nouveau à ce stade de l'épreuve (Venus et Serena Williams).
Maud Watson gagne de nouveau en 1885 face à Blanche Bingley, laquelle prend sa revanche l'année suivante.

## Palmarès (partiel)

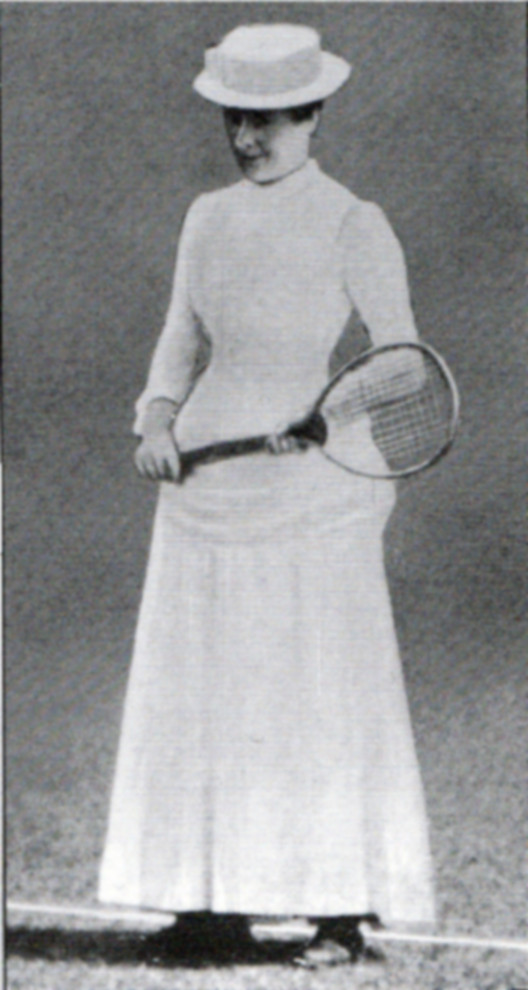
Maud Watson avec une raquette de tennis

### Titres en simple dames
| No | Date       | Nom et lieu du tournoi       | Catégorie | Surface      | Finaliste       | Score         |          |
| -- | ---------- | ---------------------------- | --------- | ------------ | --------------- | ------------- | -------- |
| 1  | 05-07-1884 | The Championships, Wimbledon | G. Chelem | Gazon (ext.) | Lillian Watson  | 6-8, 6-3, 6-3 | Parcours |
| 2  | 04-07-1885 | The Championships, Wimbledon | G. Chelem | Gazon (ext.) | Blanche Bingley | 6-1, 7-5      | Parcours |

### Finale en simple dames
| No | Date       | Nom et lieu du tournoi       | Catégorie | Surface      | Vainqueure      | Score    |  |
| -- | ---------- | ---------------------------- | --------- | ------------ | --------------- | -------- |  |
| 1  | ??-06-1886 | The Championships, Wimbledon | G. Chelem | Gazon (ext.) | Blanche Bingley | 6-3, 6-3 |  |

## Parcours en Grand Chelem (partiel)
Si l’expression « Grand Chelem » désigne classiquement les quatre tournois les plus importants de l’histoire du tennis, elle n'est utilisée pour la première fois qu'en 1933, et n'acquiert la plénitude de son sens que peu à peu à partir des années 1950.

### En simple dames
| Année | - | - | - | - | Wimbledon | Wimbledon       | - | - |
| 1884  | - | - | - | - | Victoire  | Lillian Watson  | - | - |
| 1885  | - | - | - | - | Victoire  | Blanche Bingley | - | - |
| 1886  | - | - | - | - | Finale    | Blanche Bingley | - | - |

À droite du résultat, l’ultime adversaire.